# Tutowicze
Tutowicze (ukr. Тутовичі) – wieś na Ukrainie, w obwodzie rówieńskim, w rejonie sarneńskim. W 2001 roku liczyła 1273 mieszkańców.
Wieś powstała w 1577 roku.
Według spisu z 1897 roku wieś zamieszkiwało 709 osób, z których 642 zadeklarowało protestancką wiarę. Według spisu ludności z 1921 roku mieszkało tu 1038 osób, 10 osób było narodowości polskiej, 983 narodowości rusińskiej, 9 – niemieckiej, 35 – żydowskiej i 1 osoba – innej narodowości; 4 osoby podały wyznanie rzymskokatolickie, 965 – wyznanie prawosławne, 9 – ewangelickie i 60 – wyznanie Mojżeszowe.
W okresie międzywojennym wybudowano tu unicką cerkiew. W okresie międzywojennym powstał tu zbór zielonoświątkowy.
We wsi działa założony w 2003 roku prawosławny żeński monaster Narodzenia św. Jana Chrzciciela (Ukraińskiego Kościoła Prawosławnego Patriarchatu Moskiewskiego).